# The Last Story
The Last Story (ラストストーリー?, Rasuto Sutōrī) è un videogioco di ruolo alla giapponese, sviluppato da Mistwalker e AQ Interactive e distribuito in Europa da Nintendo per console Wii.
L'ideazione del gioco si deve soprattutto all'artista Kimihiko Fujisaka (che ricopre il ruolo di character designer e concept artist) e dal direttore (ruolo che non ricopriva dai tempi di Final Fantasy V) del gioco, Hironobu Sakaguchi. I combattimenti sono in tempo reale e presentano un elevato grado d'azione a differenza di quanto visto nei più classici JRPG. A detta degli sviluppatori l'azione si basa sui concetti di "ordine e caos", lo scopo del giocatore nei combattimenti è infatti quello di rompere l'ordine negli schieramenti nemici e portarli nel caos per prevalere su di essi.

## Trama
Il mondo di The Last Story è abitato e governato da due razze: la razza umana e la razza Gurak. Molti anni prima degli eventi narrati nel gioco, queste vivevano fianco a fianco, condividendo la loro cultura e tecnologia. Durante il gioco ritroviamo gli umani e i Gurak confinati in due differenti continenti in lotta tra loro ma entrambi in preda ad un ineluttabile declino. Solo l'isola di Lazulis, abitata dagli umani e governata dal casato degli Arganan, sembra continuare a prosperare. È qui che infatti si dirigono i protagonisti del gioco, mercenari in cerca di fortuna. Lo svilupparsi della trama chiarisce le motivazioni per cui umani e Gurak sono in lotta da decenni e soprattutto quali sono le vere cause della "morte della terra" che sta portando inesorabilmente al disfacimento dell'intero mondo.

## Modalità di gioco
Nel gioco, i membri del party possono essere controllati (attraverso una visuale in terza persona) uno alla volta, a seconda della situazione di gioco e senza possibilità di scelta da parte del giocatore. Questi si muovono all'interno delle ambientazioni di gioco da soli (nel caso della città ad esempio) o in gruppo (all'interno dei dungeon). Non esiste una mappa del mondo esplorabile: si può viaggiare infatti da una parte all'altra del mondo soltanto selezionando il luogo da raggiungere su di una mappa bidimensionale. Le azioni a disposizione dei personaggi sono, nei dungeon principalmente quelle di attaccare con un'arma principale (spade o daghe) oppure di entrare in una visuale "ravvicinata" che permette di mirare con una balestra, o in alcuni casi, di lanciare magie. Nella città invece non è possibile brandire una arma principale ma è possibile usare la visuale ravvicinata per guardare od utilizzare la balestra con alcuni particolari proiettili (es. bucce di banane).
La storia viene narrata principalmente attraverso intermezzi in grafica di gioco, per le quali è disponibile una funzione di "avanti veloce" con la quale possono essere accelerate per una visione più rapida; ma vi sono anche alcuni filmati dotati di grafica precalcolata, che è possibile saltare. Una delle tecniche di narrazione utilizzate è quella che compare allorché in alcuni punti del gioco si passa improvvisamente da una visuale in terza persona ad una in soggettiva: in questi casi il giocatore è chiamato a muovere lo sguardo del personaggio che controlla nel tentativo di "accorgersi" di un evento che sta accadendo nelle vicinanze.

### I Dungeon
Sono ambientazioni in cui appaiono i nemici ed è possibile combattere. Questi appaiono sempre in luoghi prestabiliti e lo fanno o irrompendo sul campo di battaglia oppure attraverso formazioni organizzate, che è possibile studiare ed attaccare elaborando una strategia. Numerosi sono gli elementi "stealth" all'interno dei combattimenti. Infatti i campi di battaglia sono sempre corredati da luoghi dove i personaggi possono appiattirsi o acquattarsi al fine di avvicinarsi senza essere visti. Da questi luoghi è possibile sferrare un attacco a sorpresa sia attraverso l'arma principale sia colpendo con la balestra o la magia. Molti elementi del paesaggio, quali ponti o colonne, possono essere distrutti al fine di trarre vantaggio sui nemici.
I combattimenti si svolgono nella maggior parte dei casi controllando direttamente Zael, il quale forte di una sviluppata resistenza agli attacchi nemici, protegge gli alleati, per lo più maghi o elementi più deboli controllati dalla CPU, al fine di far sferrare loro attacchi devastanti verso i nemici o volti a modificare il paesaggio circostante, i quali rappresentano la vera chiave per vincere gli scontri. Zael può persino impartire ordini al resto del gruppo in modo da attuare determinate strategie o far eseguire tecniche speciali.
Le magie lanciate dai membri del gruppo dopo aver colpito il nemico si materializzano sotto forma di "cerchi magici". Ogni personaggio capace di lanciare magie è associato ad un diverso elemento e quindi può lanciare soltanto cerchi di un determinato colore (bianco=cura, verde=foglia,
rosso=fuoco, blu=ghiaccio, giallo=stella). Stando sopra i cerchi alleati i personaggi aumentano l'efficacia dei propri attacchi fisici i quali assorbono la proprietà elementale del cerchio stesso. Alcuni personaggi possono, attraverso particolari tecniche, propagare la magia contenuta nei cerchi causando particolari effetti su alleati o nemici (bianco=recupero punti vitali, verde=silenzio ai nemici, rosso=annienta/aumento difesa, blu=caduta ai nemici, stella=splendore. Tuttavia anche gli stregoni e i guaritori nemici possono generare cerchi magici per il recupero dei punti vitali o per arrecare danno ai nemici. Questi possono però essere propagati e distrutti dai membri del party.

## Personaggi
Zael (Elza)
Abilità:
-Possanza
-Concentrazione
-Carica
-Risveglio
-Modalità comando
-Assalto
-Turbine
-Colpo in picchiata
-Contrattacco
attacco di tensione:
-Accelerazione
Calista
Abilità:
-Splendore
-Guarigione
Magia di tensione:
-Barriera arcana
Syrenne (Seiren)
abilità:
-Super catena
-Difesa totale
-Contrattacco
Attacco di tensione:
-Catene d'ombra
Lowell
Abilità:
-Bufera
-Berserk
Attacco di tensione:
-Glaciazione
Yurick (Yuris)
Abilità:
-Incendio
-Inversione
Magia di tensione :
-Meteora/Big Bang
Mirania
Abilità:
-Guarigione
-Foresta
Attacco di tensione:
-Prodigio
Dagran (Quark)
Abilità:
-Possanza
-Difesa totale
-Contrattacco
Attacco di tensione:
-Sentenza finale

## Luoghi

### L'isola di Lazulis
E il luogo dove si svolge la maggior parte della trama. Nella città omonima è possibile esplorare, interagire con gli NPC per effettuare la maggior parte delle subquest di gioco, oltre che visitare negozi e raccogliere oggetti. Vi è un discreto livello di interazione con l'ambiente: è possibile infatti battere la testa se si passa troppo vicino a un'insegna, scivolare su frutta o bucce di banana, urtare i passanti, fissare con lo sguardo alcuni NPC e per suscitar loro reazioni impreviste.
Dalla città si accede al Castello, nel quale vivono i discendenti del casato di Arganan, i quali ricoprono un ruolo molto rilevante all'interno della trama.

### La città
Arena:
L'edificio più importante della città, dopo il castello, è senz'altro l'arena dove sfidare qualche gladiatore e scalare la classifica incassando tanti bei soldini. Da frequentare, tra missione e l'altra.
Piazza della fonte:
Un crocevia importante(e pittoresco) di Lazulis. Come al solito conviene parlare con tutti i cittadini alla ricerca di informazioni e missioni varie. C'è anche un punto di salvataggio, vicino a un mendicante.
Mercato:
Potrebbe sembrare che i negozi migliori si trovino qui, ma non è così. Le botteghe le trovate nella Via degli Artigiani ma su questa strada Zael può farsi prestare una bancarella per avviare dei commerci.
Piazza del castello:
Per poter accedere al castello di Lazulis occorre passare da qui.Tenete presente che sulla piazza ci sono alcuni cittadini pronti ad affidarvi missioni secondarie, più un anziano signore con una richiesta specifica.
Via dei artigiani:
Lungo questa angusta viuzza ci sono numerose botteghe, come il fabbro e il bazar.Appostato lungo la via ci sta poi un tizio che è in grado di identificare oggetti misteriosi. È una via importante.
Taverna di Ariela:
La graziosa Ariela gestisce la taverna dove il gruppo di mercenari di Zael e Dagran alloggiano.Conviene parlare spesso anche con gli altri ospiti per ottenere delle dritte niente male. All'interno c'è pure un armaiolo.
Piazza principale:
il centro nevralgico di Lazulis. Qui troviamo l'indovina, da interpellare per avere l'ubicazione di certe rane da catturare, più altre amenità legate alle missioni cittadine. Il suo aiuto è gratis.

## L'Ignoto
Viene definito come un "seme cosmico" che vaga nell'universo creando vita e assorbendo energia. Fu invocato sulla terra da un antenato del casato degli Arganan il quale voleva usare il suo potere per creare un'arma in grado di fungere da deterrente e far cessare la guerra che imperversava sul pianeta. Il seme si ritrova nel gioco diviso in due parti: una metà si trova sull'isola di Lazulis e l'altra nel continente Gurak. Chiunque entri in risonanza con l'ignoto ne riceve la possibilità di controllarne il potere e viene marchiato dall'ignoto stesso. Quando Zael riceve il "marchio dell'ignoto" riesce a controllare il potere celato all'interno dell'isola di Lazulis, oltre ad acquisire nuove abilità in battaglia. Invocando infatti l'ignoto durante i combattimenti Zael attiva la "Concentrazione", potere che gli permette di distogliere gli attacchi nemici dagli alleati attraendoli verso di sé e di rallentare notevolmente le loro azioni.